# 916th Air Refueling Wing

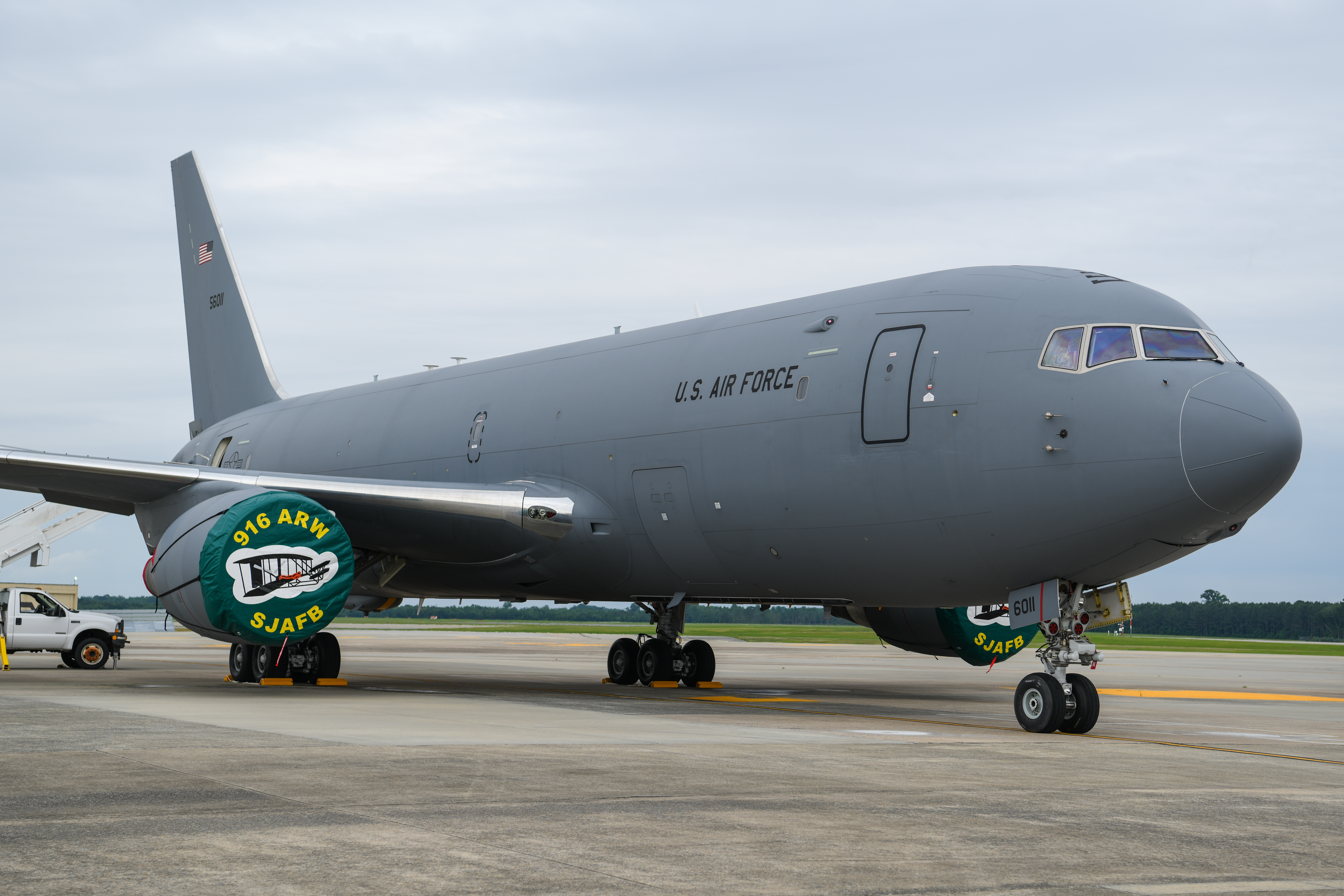
Il primo KC-46A arrivato alla base di SJ

Il 916th Air Refueling Wing è uno stormo da rifornimento in volo dell'Air Force Reserve Command, inquadrato nella Fourth Air Force. Il suo quartier generale è situato presso la Seymour Johnson Air Force Base, nella Carolina del Nord.

## Organizzazione
Attualmente, al 2024, esso controlla:
- 916th Operations Group
  - 916th Operation Support Squadron
  -  77th Air Refueling Squadron - Equipaggiato con 12 Boeing KC-46 Pegasus

All'unità è associato il 911th Air Refueling Squadron del 305th Air Mobility Wing
- 916th Maintenance Group
  - 916th Aircraft Maintenance Squadron
  - 916th Maintenance Squadron
- 916th Mission Support Group
  - 916th Civil Engineer Squadron
  - 916th Force Support Squadron
  - 916th Logistics Readiness Squadron
  - 916th Security Forces Squadron
- 916th Aerospace Medicine Squadron